# Източен Сибир – Тихи океан
„Източен Сибир – Тихи океан“ (на руски: Восточная Сибирь - Тихий океан, съкратено: ВСТО), наричан за по-кратко „Източен нефтопровод“ (Восточный нефтепровод), е система от тръбопроводи, която ще осигурява пренос на нефт от находища в Източен Сибир до Японско море (част от Тихия океан).
Целта на проекта е да улесни достъпа до перспективните пазари в Азиатско-тихоокеанския регион и с това да намали зависимостта от европейските потребители на износа от Русия. На него се възлагат надежди за засилване на социално-икономическото развитие на руския Далечен Изток чрез подобрено снабдяване с гориво и нови работни места.
Решението за строежа на нефтопровода е взето от руското правителство на 31 декември 2004 г. На 28 декември 2009 г. министър-председателят Владимир Путин дава начало на експлоатацията на първата отсечка (ВСТО-1). Нейният строеж започва през април 2006 г. Маршрутът, с дължина от 2694 километра, започва от Тайшет (Иркутска област), преминава през Уст-Кут, Ленск (в Якутия), р. Алдан и стига до Сковородино (в Амурска област).
Капацитетът на системата е пренос на 30 милиона тона нефт годишно, от които половината е за Китай чрез отклонение на тръбопровода при Сковородино, а другата половина е за износ през пристанището Козмино. След разширяване на ВСТО-1 капацитетът за пренос на нефтопровода достига 58 милиона тона нефт годишно към декември 2014 г.
Изграждането на тръбопровода заедно със 7 помпени станции и пристанището Козмино (на залива Козмин край Владивосток) струва 420 милиарда рубли (над 14 милиарда ам. долара).
До приключването на втория етап от строителството (ВСТО-2) транспортирането от Сковородино до Козмино ще се осъществява по съществуващата железница. До 2014 г. е планирано ВСТО-2 да свърже двата пункта с 2100-километров тръбопровод, по който да бъдат разположени 8 помпени станции.